# Schematiza flavofasciata
Schematiza flavofasciata là một loài bọ cánh cứng trong họ Chrysomelidae. Loài này được Klug miêu tả khoa học năm 1829.